# Чёрный снег
«Чёрный снег» (якут. Хара хаар) — якутский художественный фильм 2020 года режиссёра Степана Бурнашёва, основанный на реальных событиях и получивший главный приз на кинофестивале «Окно в Европу».

## Сюжет
Гоша — дальнобойщик, который возит продукты в отдаленные северные улусы Республики Саха, но он использует свое положение и дорого продаёт свои услуги. При том он возит «паленую» водку местному незаконному торговцу алкоголем, тем самым спаивая местное население некачественным алкоголем. После очередного рейса он обменивает водку на местную валюту Севера — мясо и рыбу. Из-за своей алчности он решает ехать обратно в город один. В дороге у него ломается машина и падает во время ремонта на его руку. Гоша застревает в бескрайних зимних просторах Севера. Сначала он корчится от сильной боли, в итоге ему ничего не остаётся, как перевязать руку ремнём выше локтя и оторвать руку. Он пытается сделать это, но ему не удаётся и от резкой боли теряет сознание. Очнувшись, он начинает молиться и кричать. В отчаянии он начинает отгрызать себе руку и таким страшным способом освобождается и встаёт. Залезает в кабину остывшей машины и пытается её завести. Машина не заводится, он включает газовую дорожную плитку и засыпает.

## В ролях
- Федот Львов
- Ирина Никифорова
- Кирилл Семенов
- Василий Борисов
- Иван Попов
- Юрий Афанасьев
- Владислав Портнягин
- Александра Софронеева
- Дмитрий Баишев
- Екатерина Хоютанова

## Награды
- XXVIII Фестиваль российского кино «Окно в Европу», г. Выборг, 7-13 декабря 2020 года[2]
  - Главный приз конкурса игрового кино[3]
  - Приз гильдии продюсеров России «За лучшую продюсерскую работу» (Степан Бурнашёв)